# خبزماطة
خُبْزُمَاطَة  (لفظ منحوت من  خبز وطماطة) أو خَبْدُوزَة (لفظ منحوت من  خبز وبندورة) أو كما في الإسبانية با امب توماكيه (وتعني خبز وطماطم) هو طبق قطلوني مشهور في معظم أنحاء إسبانيا يتكون من خبز عليه طماطم وملح وزيت زيتون، يأكل مقبِّلًا أو تباسًا مع أي وجبة من الإفطار إلى العشاء.